# Baptist Hoffmann
Pour les articles homonymes, voir Hoffmann.
Répertoire
voir Répertoire
Johann Baptist Hoffmann (né le 9 juillet 1863 à Garitz, mort le 5 juillet 1937 à Bad Kissingen) est un chanteur allemand.

## Biographie
Baptist Hoffmann était le cinquième enfant de Wolfgang Melchior Hoffmann (mort le 20 novembre 1880), natif d'Ochsenfurt, propriétaire d'un magasin de matériaux et tromboniste à temps partiel au Kissinger Kurorchestra et de Margarethe Guck, chanteuse alto de la chorale de l'église, dont le père dirigeait une maison de vacances pendant les mois d'été, dans lequel notamment Friedrich Wieck, le père de Clara Schumann, a pris un logement. Après la mort du père de Baptist Hoffmann, Margarethe Hoffmann, après avoir été initialement sceptique quant à la carrière de chanteur de son fils, devient la conseillère artistique de son fils.
Alors qu'à Munich August Kindermann et d'autres professeurs le jugent incapable de chanter à l'opéra, Hoffmann suit une formation à l'école Weinlich-Tipka à Graz. Après 16 mois d'études, Baptist Hoffmann connaît ses premiers succès lors d'un événement de charité à Graz et au club de musique Cilli à l'occasion d'un opéra de Conradin Kreutzer.
Il obtient un engagement à l'opéra de Graz. En 1890, l'intendant du Deutsche Oper à New York souhaite signer Baptist Hoffmann, mais sans succès, puisque Baptist Hoffmann a depuis septembre 1888 un engagement de quatre ans au théâtre de Cologne. L'appel de Cosima Wagner pour le festival de Bayreuth échoue, car Hoffmann devait à l'origine interpréter Wolfram von Eschenbach dans Tannhäuser, mais se retrouve à être Alberich dans L'Anneau du Nibelung. Dans les années 1892 et 1893, Hoffmann se perfectionne auprès de Jules Stockhausen à Francfort-sur-le-Main.
Quand Baptist Hoffmann est engagé au théâtre municipal de Hambourg et d'Altona, sa réputation se répand dans tout le Reich allemand. À partir de l'été 1895, Hoffmann incarne, à l'initiative de l'intendant berlinois Bolko von Hochberg, le rôle de Hans Sachs dans Die Meistersinger von Nürnberg et, après ses apparitions dans toute l'Allemagne, l'Autriche et la Hollande, le rôle de Lysiart dans Euryanthe de Carl Maria von Weber. Après l'adoration immédiate du public berlinois, qui le compare à son prédécesseur Franz Betz, après une hésitation initiale, les critiques le louent. En 1897, Hoffmann faillit s'installer à l'Opéra de Vienne avec Gustav Mahler, mais est déjà lié à son engagement ultérieur avec l'Opéra de Berlin.
Lorsque la mort de sa mère, en 1908, le plonge dans une profonde crise de vie, Hoffmann veut abandonner le chant après la fin de ses fiançailles à Berlin en 1910, mais retrouve un regain d'énergie grâce à un séjour plus long au château de Hornegg am Neckar. Il apparaît en novembre 1910 en tant que ménestrel dans l'opéra Königskinder d'Engelbert Humperdinck, après que Humperdinck insiste sur l'occupation du rôle par Hoffmann. Après les onze premières représentations prévues, il tient le rôle jusqu'en 1915.
Après avoir terminé sa carrière sur scène en 1919, Hoffmann commence à former de jeunes chanteurs. Au début, il peut vivre de sa fortune, mais l’inflation l’oblige à donner des leçons de subsistance après la Première Guerre mondiale. En automne 1928, il est nommé au Conservatoire Stern.
La dernière apparition publique de Hoffmann a lieu lors d'un événement de charité pour réparer l'orgue de l'église du Sacré-Cœur de Bad Kissingen. Le 5 juillet 1937, Baptiste Hoffmann meurt au cours d'un séjour thermal à Bad Kissingen alors qu'il discute avec un ami.

## Répertoire

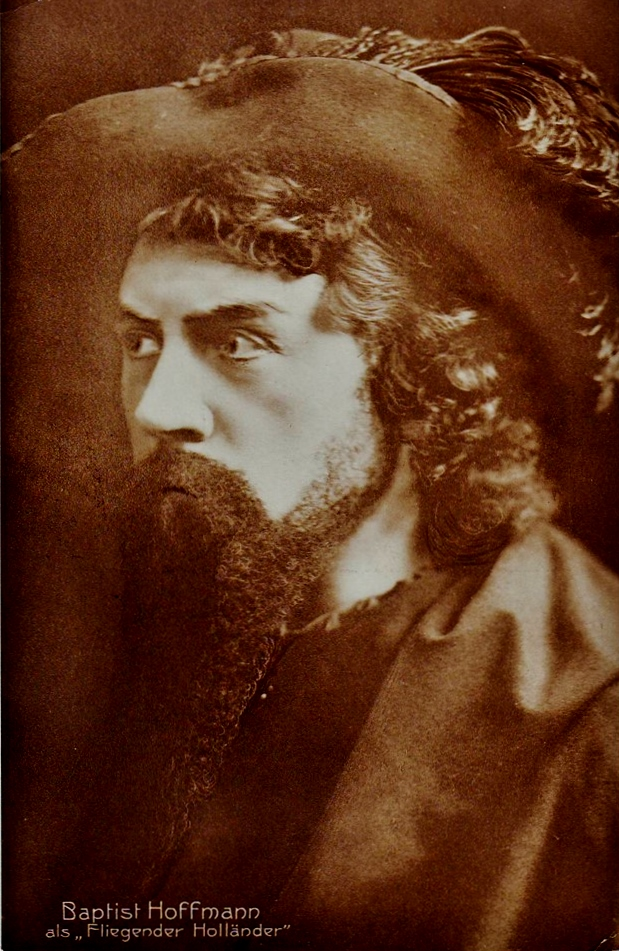
Baptist Hoffmann en 1885 dans le rôle du Hollandais dans Der Fliegende Holländer

Baptiste Hoffmann a un total de 103 rôles couvrant à la fois le sujet lyrique et héroïque de l'opéra :
- Amonasro (Aida, Giuseppe Verdi)
- Le Bourgmestre (Der Roland von Berlin, Ruggero Leoncavallo)
- Figaro  (Le Barbier de Séville, Gioachino Rossini)
- Freudhofer (Der Evangelimann, Wilhelm Kienzl)
- Friedrich von Telramund (Lohengrin, Richard Wagner)
- Hans Heiling (Hans Heiling, Heinrich Marschner)
- Hans Sachs (Die Meistersinger von Nürnberg, Richard Wagner)
- Hans Stadinger (Der Waffenschmied, Albert Lortzing)
- Le Hollandais (Der Fliegende Holländer, Richard Wagner)
- Jago (Otello, Giuseppe Verdi)
- Lothario (Mignon, Ambroise Thomas)
- Lysiart (Euryanthe, Carl Maria von Weber)
- Nelusco (L'Africaine, Giacomo Meyerbeer)
- Oreste (Elektra, Richard Strauss)
- Papageno (Die Zauberflöte, Wolfgang Amadeus Mozart)
- Pizarro (Fidelio, Ludwig van Beethoven)
- Rigoletto (Rigoletto, Giuseppe Verdi)
- Simeon (Joseph in Ägypten, Étienne-Nicolas Méhul)
- Le ménestrel (Königskinder, Engelbert Humperdinck)
- Valentin (Faust, Charles Gounod)
- Wolfram von Eschenbach (Tannhäuser und der Sängerkrieg auf Wartburg, Richard Wagner)

## Source de la traduction
- (de) Cet article est partiellement ou en totalité issu de l’article de Wikipédia en allemand intitulé « Baptist Hoffmann » (voir la liste des auteurs).